# 佛光山佛陀記念館
佛光山佛陀記念館（ぶっこうざんぶっだきねんかん、中: 佛光山佛陀紀念館、英: Fo Guang Shan Buddha Museum、略称：佛館）は、台湾・高雄市大樹区に所在する博物館である。英語正式名称は、2016年9月に「Fo Guang Shan Buddha Memorial Center」から変更された。

## 概要
佛陀記念館の建物は東西文化の融合であり、伝統と現代の共存でもある。佛陀記念館は国際博物館であると同時に、展覧会の開催や文化芸術推進の役割を担う。
佛陀記念館を建設するのには9年かかった。2011年の開館以来5年目を迎え、「仏教の文芸化、仏教の映画化、仏教の人間化、仏教の国際化」という発展目標を掲げつつも、利益を追求せずに参観者に無料公開される。様々な文化・芸術・教育に関する活動や両岸交流を行い、展覧会を開き、そして国際シンポジウムも開催する。年間来館者数は延べ1000万人で、台湾南部を旅する人が必ず訪れる場所である。2014年から、3年連続で世界最大の旅行口コミサイト・トリップアドバイザーの「トラベラーズチョイスアワード」を受賞した。
佛陀記念館は西に置いて東に向け、敷地面積は100ヘクタールである。「表に八つの塔、奥に大仏、南に霊山、北に祇園」、主な建築物は軸線上にあり、東から西の順に礼敬ホール、八つの塔、グランド・フォトテラス、菩提広場、本館や佛光大仏などが立ち並ぶ。

## 記念館建設までの経緯
1998年、星雲大師が国際三壇大戒を伝戒しにインドのボードガヤー（釈迦如来の成道の地として知られ、ブッダガヤとも呼ばれる）を訪れた。そのころ、チベットのラマ僧・Kunga Dorje Rinpocheが「佛光山寺は長い間、仏教の普及や漢民族とチベット民族との文化交流に尽力してきた。中華漢藏文化協会を設立したほか、世界仏教顕密会議を主催し、国際佛光会を創設した。佛光山寺こそが人間仏教を発揚する真の道場だ」と感心し、30年近く守ってきた仏牙舎利を星雲に贈呈した。Kunga Dorje Rinpocheは、台湾で記念館を建てて供養することを希望していた。それで正法は永遠不滅であり、舎利は世の中に再び現れます。
佛陀記念館は2003年に定礎式を行い、9年間にわたり工事を終え、2011年12月25日に落成した。
星雲曰く、「仏様には礼拝や供養が必要ではないが、衆生には礼拝や供養という行いを通じて善念を啓発して心を清めることが必要である。仏塔を礼拝することによって仏様の法身と接触し、思慕の念を昇華させ、日常生活の中で仏徳を学んで実践する。仏様には宝塔が必要ではない。けれども、衆生には宝塔が必要である。それ故、宝塔が建てられた」とのこと。

## 記念館の理念
星雲曰く、「佛陀記念館は歴史のコンストラクションであり、心のコンストラクションでもある。佛陀記念館はみんなのものであり、ここを必要としている人ならば、誰でも近づくことができる。そして佛陀記念館も文化的、教育的な働きがあり、団体グループをはじめ、個人や家族でも気楽に利用できる」とのこと。

### 発展目標
1. 文芸化
2. 映画化
3. 人間化
4. 国際化

### 5つの使命
- 48個の地下宮殿：人類文明における知恵を残しつつ、人類の集合的記憶を構築する。
- 命の教育：文化芸術を通して命の教育や自然保護を推進する。
- 両岸交流：両岸の交流を通じて中華文化の復興を促進する。
- 仏教美術：仏教美術の展覧会や学術セミナーを開催する。
- 社会奉仕：尊重し合いながら寛容な態度をとり、資源を共用してサービスを提供することに熱心に取り組む。

### コア・バリュー
- 3つのよし：よい行いをし、よい言葉を発し、よい心構えをする。
- 4つの与え：人に自信を与え、人に喜びを与え、人に希望を与え、人に利便性を与える。

## 敷地内
佛陀記念館は西に置いて東に向け、約100ヘクタールの敷地面積を有する。着工から竣工までは外観図が100枚あまりも描かれ、そして何度も変更され、遂に現在の構成・デザインにたどり着いた。佛陀記念館は本館以外に、「表に八つの塔、奥に大仏、南に霊山、北に祇園」のようなレイアウトになっている。主な建築物は軸線上にあり、東から西の順に礼敬ホール、八つの塔、グランド・フォトテラス、菩提広場、本館や佛光大仏などが立ち並んでいる。

### 礼敬ホール
礼敬ホールは佛陀記念館への入り口であり、地下1階地上3階建てで「諸仏を敬い、礼を尽くす」という意味から名付けられた。
礼敬ホールには滴水坊（食事処）、インフォメーションコーナー（来客対応、問い合わせ対応）、外国人向け観光案内コーナー、授乳室、多機能トイレ、展示エリア、フードコート、売店などがあり、修学旅行ガイドや団体向け観光ガイド、外国人向け観光ガイド、外貨両替、荷物預かりなどのサービスを提供している。
門前に彫刻群が設置され、右側にゾウの像があり、左側に獅子像がある。摩耶夫人（釈迦の生母）が白象を夢に見て釈迦を懐妊したところから、白象は釈迦の入胎を象徴し、釈尊の誕生記念として使われる。仏陀の説法はライオンが吼えるようにと表現され、獅子吼と言われるから、獅子は釈尊が説法する様子を表し、仏陀の教えの発揚として使われる。

### 八つの塔
本館の前方に八つの塔があり、それぞれ違う役割を担っている。八つの塔は仏教の基本教義、即ち八正道を象徴する。八つの塔のそれぞれの役割は以下の通りである。
一教塔
一教とは、1つの人間仏教。星雲曰く、「人間仏教は仏様の言うことであり、みんなが欲しがるものでもある。人間仏教は清浄で善美を尽くす。人生を幸せにする教えであれば、すべてが人間仏教である」とのこと。一教塔は研修、会議、教室、イベントスペースなど多目的に使えるレンタルスペースになっていて、学校や各種団体からの使用申請を受け付けている。
二衆塔
二衆とは、出家者と在家信者のこと。二衆塔は子供の遊び場としてデザインされ、星雲が提唱する三好運動を主旨としての「三好こども館」である。二衆塔の中には三好シネマと三好学園がある。
三好塔
三好とは、身口意の三業のこと。善い行いをし、善い言葉を発し、善い心構えをするということ。三好塔はオフィスとして使われる多機能でモダンな空間であり、会議室や応接室も備えている。
四給塔
四給塔は「人に自信を与え、人に喜びを与え、人に希望を与え、人に利便性を与える」という佛光山の信条から名づけられた文化広場であり、読書を通して心が静かに落ち着いていく。塔内には子供専用エリアが設置され、親子ともに楽しめる学習空間を提供する。
五和塔
五和塔はお祝い事のための空間であり、仏前式をはじめとして、子供の成長祝いや成人式、長寿祝い、卒業式など、おめでたいことを祝うときに利用される。塔内の至る所に幸せそうな雰囲気が伝わる。ここには記念撮影もできる。
六度塔
六度塔は仏教の「布施、持戒、忍辱、精進、禅定、智慧」の6つの修行徳目から名づけられ、中には「公益信託星雲大師教育基金」や星雲の「一筆字」書道作品などの常設展があり、3D映画も鑑賞できる。星雲は90歳にもかかわらず、「心の目」と「仏の目」によって独自の書の道を拓き、人々を驚嘆させる「一筆字」という書体を創出した。
七誡塔
七誡とは、「タバコや麻薬を吸ってはいけない、不倫をしてはいけない、暴力をふるってはいけない、盗みを働いてはいけない、ギャンブルをしてはいけない、お酒を飲んではいけない、人の悪口を言ってはいけない」のこと。7戒を行うことによって、個人や家庭、社会における善美清浄のポジティブなエネルギーが生成される。七誡塔は来館者のための空間になっていて、ここに入って一休み、お茶を飲んだり話をしたりすることができる。
八道塔
八正道とも言われる八道は、「正見、正思惟、正語、正業、正命、正精進、正念および正定」であり、涅槃に至る修行の基本となる。八道塔は来館者のための空間になっていて、ここに入ると佛陀記念館の紹介ビデオを見ることができる。
八つの塔は同じ工法で建てられ、外観は全て同じような四角七層の楼閣式で、高さ37メートルの鉄筋コンクリート構造である。基礎部分は黄色い砂岩で飾られ、玉垣付きで外壁材は小理石であり、屋根瓦は飛鳥瓦が使われる。

### 双閣楼
北側には双閣楼という身心霊の全てに休息を与える金色の建物があり、そのすぐ隣にガジュマルの木や蓮の池がある。燦々と降り注ぐ太陽光を浴びる双閣楼が一番美しいと感じる人もいれば、暗闇の中でキラキラとした輝きを持つ双閣楼の荘厳な姿が一番好きだと言う人もいる。
双閣楼2階の「茶禅一味」は、中華の茶道文化を伝えるための空間である。3階の「写経堂」では、「佛光菜根譚」や「般若心経」の写経体験ができ、経典の意義を理解して心を鍛えるのに相応しい場所である。「双閣楼名家講座」は、教育や文化、芸術を通じて人の心を浄化させ、芸術文化の真髄を共有するために双閣楼の3階に開かれる。

### 菩提広場
成仏大通りに沿って進んでいくと、グレート・フォトテラスにたどり着く。グレート・フォトテラスはひな壇が37段もあり、三十七道品、即ち仏教の三十七の修行法のことを象徴する。グレート・フォトテラスに東向きに立っていれば、後ろに世界最大の座禅している銅像大仏があり、西向きに立つと、八つの塔が背景にある一望できる素晴らしい眺めは集合記念撮影に適する。
菩提広場は長さ100メートル、幅100メートルであり、周りに十八羅漢像や八宗祖師像が設置される。菩提広場にはラブ＆ピース福祈る宗教大会、仏教賛歌・一万人コンサート、全国における佛光人からなる観閲式、演劇公演、三好カーニバルなどの屋外の大型イベントがよく行われる。